# 鶴岡公二

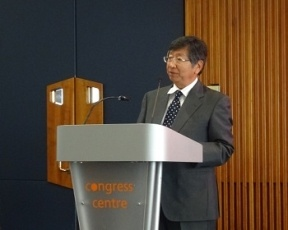
2016年7月

鶴岡 公二（つるおか こうじ、1952年〈昭和27年〉8月10日 -、）は、日本の外交官。外務省総合外交政策局長、外務審議官を経て、駐英大使。実父は元国連大使の鶴岡千仭。

## 来歴
鎌倉学園高等学校、東京大学法学部卒業後、1976年（昭和51年）に外務省入省。総合外交政策局長を経て、2012年（平成24年）から外務審議官（経済）、2013年（平成25年）から内閣官房内閣審議官兼TPP政府対策本部首席交渉官を務め、2015年（平成27年）10月の大筋合意の立役者となった。2016年（平成28年）から2019年（令和元年）まで駐イギリス特命全権大使。外務省きっての英語の使い手といわれ、天皇や歴代総理の通訳を務めた。

## 人物・経歴
- 1976年（昭和51年）東京大学法学部卒業、外務省入省。
- 1978年（昭和53年）アメリカハーバード大学法科大学院修士修了。
- 1979年（昭和54年）アジア局南西アジア課
- 1982年（昭和57年）条約局条約課長補佐
- 1986年（昭和61年）07月 在ソビエト連邦大使館（現：在露大使館）一等書記官
- 1989年（平成元年）12月 在米国大使館一等書記官
- 1991年（平成03年）11月 経済局国際機関第一課企画官（ウルグアイ・ラウンドサービス交渉日本政府首席交渉官）
- 1994年（平成06年）08月 条約局法規課長
- 1996年（平成08年）07月 北米局北米第二課長
- 1998年（平成10年）04月 北米局北米第一課長
- 2000年（平成12年）04月 在インドネシア大使館公使
- 2002年（平成14年）06月 文部科学教官（政策研究大学院大学政策研究科教授）
- 2003年（平成15年）08月 大臣官房参事官（総合外交政策局担当）
- 2004年（平成16年）02月 大臣官房審議官（総合外交政策局担当）
- 2006年（平成18年）08月 大臣官房地球規模課題審議官
- 2008年（平成20年）07月 国際法局長
  - 2008年（平成20年）09月 国際連合第63回総会日本政府代表代理
  - 2008年（平成20年）11月 国連緊急中央支援基金諮問委員（国際連合事務総長任命）併任
- 2010年（平成22年）08月 総合外交政策局長[4]
- 2012年（平成24年）09月 外務審議官（経済） 
  - 日本が国際司法裁判所の初の紛争当事国となる南極海捕鯨事件において日本政府代理人を務める
- 2013年（平成25年）04月 内閣官房内閣審議官兼TPP政府対策本部首席交渉官 兼任
- 2013年（平成25年）07月 外務審議官（経済）退任
- 2016年（平成28年）04月07日 駐イギリス特命全権大使[5]（在英大使館）
- 2020年（令和2年）04月01日 国際情勢研究所所長[6]
- 2020年（令和2年）10月 運輸総合研究所研究アドバイザー[7]

## 同期
- 齋木昭隆（13年外務事務次官・12年外務審議官（政務）・11年駐印大使・08年外務省アジア大洋州局長）
- 兒玉和夫（13年OECD大使・外務省研修所長・10年国連大使（次席）・08年外務報道官）
- 木寺昌人（12年駐中国大使・内閣官房副長官補）
- 國方俊男（13年北極担当大使・11年駐チェコ大使）
- 小菅淳一（11年駐ヨルダン大使・06年駐アフガニスタン大使）
- 高田稔久（13年沖縄担当大使・駐ケニア兼ソマリア兼エリトリア兼セーシェル兼ブルンジ大使・10年駐ケニア大使）
- 福川正浩（11年駐ペルー大使）
- 田尻和宏（13年駐パラオ大使）
- 篠田研次（12年駐フィンランド大使）
- 高橋邦夫（11年駐ネパール大使・09年駐スリランカ兼モルディブ大使）
- 久枝譲治（11年駐オマーン大使）
- 加茂佳彦（12年駐アラブ首長国連邦大使）
- 西宮伸一（12年中国大使・10年外務審議官（経済））
- 大塚聖一（12年駐レバノン大使）
- 高瀬康夫（12年駐ジャマイカ兼ベリーズ兼バハマ大使・09年駐トンガ大使）
- 渡部和男（12年駐コロンビア大使・11年科学技術協力担当大使・08年駐パラグアイ大使）
- 小泉崇（12年駐ブルガリア大使）
- 東博史（13年駐ポルトガル大使・10年駐モーリタニア大使）
- 長内敬（09年駐ラトビア大使）
- 今井治（13年国際テロ対策・組織犯罪対策協力担当兼サイバー政策担当兼安保理非常任理事国選挙及び安保理改革（中南米諸国）担当大使・12年国際テロ対策・組織犯罪対策協力兼サイバー政策担当大使・09年駐エクアドル大使）
- 細谷龍平（13年駐マダガスカル大使）
- 山本啓司（12年駐ルーマニア大使・11年査察担当大使・駐カメルーン大使）
- 塚原大貮（12年駐ベナン大使）
- 川上公一（12年外交記録公開担当大使・09年駐レバノン大使）

## 著作

### 論文
- 『国際刑事裁判所の設立について』（『ジュリスト』1995年11月15日号（No.1079）
- The General Agreement on Trade in Services, Implementation by Japan. Japanese Annual of International Law, No. 38(1995).